# NewJeans/Diskografie
Diese Diskografie ist eine Übersicht über die musikalischen Werke der südkoreanischen Girlgroup NewJeans. Den Schallplattenauszeichnungen zufolge hat sie bisher mehr als 6,3 Millionen Tonträger verkauft.

## Alben

### Remixalben
| Jahr | Titel Musiklabel            | Anmerkungen                             |
| ---- | --------------------------- | --------------------------------------- |
| 2023 | NJWMX ADOR (Hybe • YG Plus) | Erstveröffentlichung: 19. Dezember 2023 |

### EPs
| Jahr | Titel Musiklabel                   | Höchstplatzierung, Gesamtwochen, AuszeichnungChartplatzierungen (Jahr, Titel, Musiklabel, Platzierungen, Wochen, Auszeichnungen, Anmerkungen) | Höchstplatzierung, Gesamtwochen, AuszeichnungChartplatzierungen (Jahr, Titel, Musiklabel, Platzierungen, Wochen, Auszeichnungen, Anmerkungen) | Höchstplatzierung, Gesamtwochen, AuszeichnungChartplatzierungen (Jahr, Titel, Musiklabel, Platzierungen, Wochen, Auszeichnungen, Anmerkungen) | Höchstplatzierung, Gesamtwochen, AuszeichnungChartplatzierungen (Jahr, Titel, Musiklabel, Platzierungen, Wochen, Auszeichnungen, Anmerkungen) | Höchstplatzierung, Gesamtwochen, AuszeichnungChartplatzierungen (Jahr, Titel, Musiklabel, Platzierungen, Wochen, Auszeichnungen, Anmerkungen) | Höchstplatzierung, Gesamtwochen, AuszeichnungChartplatzierungen (Jahr, Titel, Musiklabel, Platzierungen, Wochen, Auszeichnungen, Anmerkungen) | Höchstplatzierung, Gesamtwochen, AuszeichnungChartplatzierungen (Jahr, Titel, Musiklabel, Platzierungen, Wochen, Auszeichnungen, Anmerkungen) | Anmerkungen                                                              |
| Jahr | Titel Musiklabel                   | DE | AT | CH | UK | US | KR | JP | Anmerkungen                                                              |
| ---- | ---------------------------------- | --- | --- | --- | --- | --- | --- | --- | ------------------------------------------------------------------------ |
| 2022 | New Jeans ADOR (Hybe • YG Plus)    | DE91 (1 Wo.)DE | — | — | — | — | KR1 ×2Diamant + Doppelplatin (Weverse Version) · (… Wo.)KR                                                                                    | JP12 (90 Wo.)JP | Erstveröffentlichung: 1. August 2022 Verkäufe: + 1.500.000               |
| 2023 | OMG ADOR (Hybe • YG Plus)          | — | — | — | — | — | KR1 Diamant + Platin (Weverse Version) · (… Wo.)KR                                                                                            | — | Erstveröffentlichung: 2. Januar 2023 Single-Album; Verkäufe: + 1.250.000 |
| 2023 | Get Up ADOR (Hybe • YG Plus)       | DE10 (8 Wo.)DE | AT7 (7 Wo.)AT | CH8 (7 Wo.)CH | UK15 (3 Wo.)UK | US1 (26 Wo.)US | KR2 Diamant + Platin (Weverse Version) · (… Wo.)KR                                                                                            | JP4 (83 Wo.)JP | Erstveröffentlichung: 21. Juli 2023 Verkäufe: + 1.250.000                |
| 2024 | How Sweet ADOR (Hybe • YG Plus)    | — | — | — | — | — | KR1 Diamant + Platin (Weverse Version) · (… Wo.)KR                                                                                            | — | Erstveröffentlichung: 24. Mai 2024 Single-Album; Verkäufe: + 1.250.000   |
| 2024 | Supernatural ADOR (Hybe • YG Plus) | — | — | — | — | — | KR1 Diamant · (… Wo.)KR | — | Erstveröffentlichung: 21. Juni 2024 Single-Album; Verkäufe: + 1.000.000  |

## Singles

### Als Leadmusikerinnen
| Jahr | Titel Album                                                 | Höchstplatzierung, Gesamtwochen, AuszeichnungChartplatzierungen (Jahr, Titel, Album, Platzierungen, Wochen, Auszeichnungen, Anmerkungen) | Höchstplatzierung, Gesamtwochen, AuszeichnungChartplatzierungen (Jahr, Titel, Album, Platzierungen, Wochen, Auszeichnungen, Anmerkungen) | Höchstplatzierung, Gesamtwochen, AuszeichnungChartplatzierungen (Jahr, Titel, Album, Platzierungen, Wochen, Auszeichnungen, Anmerkungen) | Höchstplatzierung, Gesamtwochen, AuszeichnungChartplatzierungen (Jahr, Titel, Album, Platzierungen, Wochen, Auszeichnungen, Anmerkungen) | Höchstplatzierung, Gesamtwochen, AuszeichnungChartplatzierungen (Jahr, Titel, Album, Platzierungen, Wochen, Auszeichnungen, Anmerkungen) | Höchstplatzierung, Gesamtwochen, AuszeichnungChartplatzierungen (Jahr, Titel, Album, Platzierungen, Wochen, Auszeichnungen, Anmerkungen) | Höchstplatzierung, Gesamtwochen, AuszeichnungChartplatzierungen (Jahr, Titel, Album, Platzierungen, Wochen, Auszeichnungen, Anmerkungen) | Anmerkungen                                             |
| Jahr | Titel Album                                                 | DE | AT | CH | UK | US | KR | JP | Anmerkungen                                             |
| --- | ----------------------------------------------------------- | --- | --- | --- | --- | --- | --- | --- | ------------------------------------------------------- |
| 2022 | Attention New Jeans                                         | — | — | — | — | — | KR1 ×2Doppelplatin (Streaming) · (129 Wo.)KR                                                                                             | JP— Platin (Streaming)JP | Erstveröffentlichung: 22. Juli 2022                     |
| 2022 | Hype Boy New Jeans                                          | — | — | — | — | — | KR2 ×2Doppelplatin (Streaming) · (… Wo.)KR                                                                                               | JP— Platin (Streaming)JP | Erstveröffentlichung: 23. Juli 2023                     |
| 2022 | Cookie New Jeans                                            | — | — | — | — | — | KR9 (45 Wo.)KR | JP— Gold (Streaming)JP | Erstveröffentlichung: 1. August 2022                    |
| 2022 | Ditto OMG                                                   | — | — | — | UK95 (2 Wo.)UK | US82 (5 Wo.)US | KR1 ×2Doppelplatin (Streaming) · (… Wo.)KR                                                                                               | JP— ×2Doppelplatin (Streaming)JP | Erstveröffentlichung: 19. Dezember 2022                 |
| 2023 | OMG                                                         | — | — | — | — | US74 (6 Wo.)US | KR2 Platin (Streaming) · (95 Wo.)KR | JP2 ×2Doppelplatin (Streaming) · (12 Wo.)JP                                                                                              | Erstveröffentlichung: 2. Januar 2023                    |
| 2023 | Zero –                                                      | — | — | — | — | — | KR12 (6 Wo.)KR | — | Erstveröffentlichung: 3. April 2023                     |
| 2023 | Super Shy Get Up                                            | — | — | — | UK52 (9 Wo.)UK | US48 (8 Wo.)US | KR1 Platin (Streaming) · (76 Wo.)KR | JP— Platin (Streaming)JP | Erstveröffentlichung: 7. Juli 2023                      |
| 2023 | Cool with You Get Up                                        | — | — | — | — | US93 (1 Wo.)US | KR14 (15 Wo.)KR | — | Erstveröffentlichung: 21. Juli 2023                     |
| 2023 | ETA Get Up                                                  | — | — | — | — | US81 (1 Wo.)US | KR2 Platin (Streaming) · (80 Wo.)KR | JP— Platin (Streaming)JP | Erstveröffentlichung: 21. Juli 2023                     |
| 2023 | Beautiful Restriction –                                     | — | — | — | — | — | — | — | Erstveröffentlichung: 1. September 2023                 |
| 2023 | Gods –                                                      | — | — | — | — | — | KR31 (13 Wo.)KR | — | Erstveröffentlichung: 4. Oktober 2023                   |
| 2023 | Our Night Is More Beautiful Than Your Day My Demon (O.S.T.) | — | — | — | — | — | — | — | Erstveröffentlichung: 24. November 2023                 |
| 2024 | How Sweet                                                   | — | — | — | — | — | KR2 (… Wo.)KR | JP6 Gold (Streaming) · (42 Wo.)JP | Erstveröffentlichung: 24. Mai 2024                      |
| 2024 | Supernatural                                                | — | — | — | — | — | KR4 (… Wo.)KR | JP4 Gold + Gold (Streaming) · (38 Wo.)JP                                                                                                 | Erstveröffentlichung: 21. Juni 2024 Verkäufe: + 100.000 |
| Folgende Lieder erschienen nicht als Single, wurden aber durch das Album zum Download und Streaming bereitgestellt und konnten somit eine Platzierung erlangen: |                                                             | | | | | | | |                                                         |
| |                                                             | | | | | | | |                                                         |
| 2022 | Hurt New Jeans                                              | — | — | — | — | — | KR85 (4 Wo.)KR | — | Charteinstieg: 19. August 2022                          |
| 2023 | New Jeans Get Up                                            | — | — | — | — | — | KR8 (27 Wo.)KR | JP— Gold (Streaming)JP | Charteinstieg: 28. Juli 2023                            |
| 2023 | ASAP Get Up                                                 | — | — | — | — | — | KR20 (11 Wo.)KR | — | Charteinstieg: 28. Juli 2023                            |
| 2023 | Get Up                                                      | — | — | — | — | — | KR33 (6 Wo.)KR | — | Charteinstieg: 28. Juli 2023                            |
| 2024 | Bubble Gum How Sweet                                        | — | — | — | — | — | KR3 (… Wo.)KR | — | Charteinstieg: 24. Mai 2024                             |
| 2024 | Right Now Supernatural                                      | — | — | — | — | — | KR25 (… Wo.)KR | — | Charteinstieg: 2024                                     |

### Als Gastmusikerinnen
| Jahr | Titel Album                                   | Anmerkungen                                                                 |
| ---- | --------------------------------------------- | --------------------------------------------------------------------------- |
| 2023 | Be Who You Are (Real Magic) World Music Radio | Erstveröffentlichung: 31. Mai 2023 Jon Batiste feat. Camilo, JID & NewJeans |

## Musikvideos
| Jahr | Titel                       | Regie                                                           |
| ---- | --------------------------- | --------------------------------------------------------------- |
| 2022 | Attention (2 Versionen)     | Hee-won Shin                                                    |
| 2022 | Hype Boy (6 Versionen)      | Dongle Shin                                                     |
| 2022 | Hurt (3 Versionen)          | Hee-won Shin                                                    |
| 2022 | Cookie                      | Dongle Shin                                                     |
| 2022 | Ditto                       | Wooseok Shin (4 Versionen) Ja-kyoung Kim, Yemin Kim (1 Version) |
| 2023 | OMG (4 Versionen)           | Wooseok Shin                                                    |
| 2023 | Zero (2 Versionen)          | Sunghwi                                                         |
| 2023 | Be Who You Are (Real Magic) |                                                                 |
| 2023 | New Jeans                   | Lee Youngeum                                                    |
| 2023 | Super Shy (2 Versionen)     | Hee-won Shin                                                    |
| 2023 | Cool with You (3 Versionen) | Wooseok Shin                                                    |
| 2023 | ETA                         | Wooseok Shin                                                    |
| 2023 | ASAP                        | Ja-kyoung Kim                                                   |
| 2023 | Gods                        | Marie Hyon, Hans-Christoph Schultheiss                          |
| 2024 | Bubble Gum                  | Lee Youngeum                                                    |
| 2024 | How Sweet                   | Hee-won Shin (2 Versionen)                                      |
| 2024 | Right Now                   | Lee Youngeum                                                    |
| 2024 | Supernatural                | Dongle Shin                                                     |

## Sonderveröffentlichungen
| Jahr | Titel Album                                   | Anmerkungen                                                                    |
| ---- | --------------------------------------------- | ------------------------------------------------------------------------------ |
| 2023 | Be Who You Are (Real Magic) World Music Radio | Erstveröffentlichung: 18. August 2023 Jon Batiste feat. Camilo, JID & NewJeans |

| Jahr | Titel Soundtrack                                   | Anmerkungen                             |
| ---- | -------------------------------------------------- | --------------------------------------- |
| 2023 | Our Night Is More Beautiful Than Your Day My Demon | Erstveröffentlichung: 24. November 2023 |

## Statistik

### Chartauswertung
|                     | DE    | AT    | CH    | UK    | US    | KR    | JP    |
| ------------------- | ----- | ----- | ----- | ----- | ----- | ----- | ----- |
| Nummer-eins-Alben   | DE—DE | AT—AT | CH—CH | UK—UK | US1US | KR4KR | JP—JP |
| Top-10-Alben        | DE1DE | AT1AT | CH1CH | UK—UK | US1US | KR5KR | JP1JP |
| Alben in den Charts | DE2DE | AT1AT | CH1CH | UK1UK | US1US | KR5KR | JP2JP |

|                       | DE    | AT    | CH    | UK    | US    | KR     | JP    |
| --------------------- | ----- | ----- | ----- | ----- | ----- | ------ | ----- |
| Nummer-eins-Singles   | DE—DE | AT—AT | CH—CH | UK—UK | US—US | KR3KR  | JP—JP |
| Top-10-Singles        | DE—DE | AT—AT | CH—CH | UK—UK | US—US | KR11KR | JP3JP |
| Singles in den Charts | DE—DE | AT—AT | CH—CH | UK2UK | US5US | KR18KR | JP3JP |

### Auszeichnungen für Musikverkäufe
Anmerkung: Auszeichnungen in Ländern aus den Charttabellen bzw. Chartboxen sind in ebendiesen zu finden.
| Land/RegionAuszeichnungen für Musikverkäufe (Land/Region, Auszeichnungen, Verkäufe, Quellen) | Gold     | Platin       | Diamant     | Verkäufe  | Quellen        |
| -------------------------------------------------------------------------------------------- | -------- | ------------ | ----------- | --------- | -------------- |
| Japan (RIAJ)                                                                                 | 5× Gold5 | 8× Platin8   | —           | 100.000   | riaj.or.jp JP2 |
| Südkorea (KMCA)                                                                              | —        | 14× Platin14 | 5× Diamant5 | 6.250.000 | circlechart.kr |
| Insgesamt                                                                                    | 5× Gold5 | 22× Platin22 | 5× Diamant5 |           |                |